# Rodrigo Luis de Borja y de Castro-Pinós
Rodrigo Luis de Borja y de Castro-Pinós (Gandia, 1524 – Gandia, 6 agosto 1537) è stato un cardinale spagnolo.

## Biografia
Figlio di Juan de Borja y Enríquez de Luna, terzo duca di Gandia, e della sua seconda moglie,  Francisca de Castro y de Pinós, nacque a Gandía nel 1524. Era fratellastro, per via paterna, del cardinale Enrique de Borja y Aragón e di Francesco Borgia, gesuita e Preposito generale della Compagnia di Gesù, che fu proclamato santo da papa Clemente X nel 1670.
Papa Paolo III lo elevò al rango di cardinale nel concistoro del 22 dicembre 1536.
Morì il 6 agosto 1537 all'età di 13 anni.

## Ascendenza
|                                                       |                                                                |                                                                                  | Genitori                                                                    |  |  | Nonni |  |  | Bisnonni                                         |  |  | Trisnonni                   |  |
|                                                       |                                                                |                                                                                  |                                                                             |  |  |       |  |  | 8. Papa Alessandro VI (Roderic Llançol de Borja) |  |  | 16. Jofré Llançol y Escrivà |  |
|                                                       |                                                                |                                                                                  |                                                                             |  |  |       |  |  | 8. Papa Alessandro VI (Roderic Llançol de Borja) |  |  | 16. Jofré Llançol y Escrivà |  |
|                                                       |                                                                | 17. Isabel de Borja y Cavanilles                                                 |                                                                             |  |  |       |  |  | 8. Papa Alessandro VI (Roderic Llançol de Borja) |  |  |                             |  |
| 4. Juan de Borja y Cattanei, II duca di Gandia        |                                                                |                                                                                  |                                                                             |  |  |       |  |  | 8. Papa Alessandro VI (Roderic Llançol de Borja) |  |  |                             |  |
|                                                       |                                                                | 9. Giovanna "Vannozza" Cattanei                                                  | 18. Giacommo da Candia, signore dei Cattanei                                |  |  |       |  |  |                                                  |  |  |                             |  |
|                                                       |                                                                | 9. Giovanna "Vannozza" Cattanei                                                  | 18. Giacommo da Candia, signore dei Cattanei                                |  |  |       |  |  |                                                  |  |  |                             |  |
|                                                       |                                                                | 9. Giovanna "Vannozza" Cattanei                                                  | 19. Menica                                                                  |  |  |       |  |  |                                                  |  |  |                             |  |
| 2. Juan de Borja y Enríquez, III duca di Gandia       |                                                                | 9. Giovanna "Vannozza" Cattanei                                                  |                                                                             |  |  |       |  |  |                                                  |  |  |                             |  |
|                                                       |                                                                | 10. Enrique Enríquez de Quiñones, signore di Villada, Villavicencio, Orce e Baza | 20. Fadrique Enríquez de Mendoza, I conte di Melgar y Rueda                 |  |  |       |  |  |                                                  |  |  |                             |  |
|                                                       |                                                                | 10. Enrique Enríquez de Quiñones, signore di Villada, Villavicencio, Orce e Baza | 20. Fadrique Enríquez de Mendoza, I conte di Melgar y Rueda                 |  |  |       |  |  |                                                  |  |  |                             |  |
|                                                       |                                                                | 10. Enrique Enríquez de Quiñones, signore di Villada, Villavicencio, Orce e Baza | 21. Teresa Fernández de Quiñones y Toledo                                   |  |  |       |  |  |                                                  |  |  |                             |  |
| 5. María Enríquez de Luna                             |                                                                | 10. Enrique Enríquez de Quiñones, signore di Villada, Villavicencio, Orce e Baza |                                                                             |  |  |       |  |  |                                                  |  |  |                             |  |
|                                                       |                                                                | 11. María de Luna y Ayala                                                        | 22. Pedro de Luna y Manuel, signore di Fuentiduenya                         |  |  |       |  |  |                                                  |  |  |                             |  |
|                                                       |                                                                | 11. María de Luna y Ayala                                                        | 22. Pedro de Luna y Manuel, signore di Fuentiduenya                         |  |  |       |  |  |                                                  |  |  |                             |  |
|                                                       |                                                                | 11. María de Luna y Ayala                                                        | 23. Elvira de Ayala y Herrera                                               |  |  |       |  |  |                                                  |  |  |                             |  |
| 1. Rodrigo Luis de Borja y de Castre-Pinós            |                                                                | 11. María de Luna y Ayala                                                        |                                                                             |  |  |       |  |  |                                                  |  |  |                             |  |
|                                                       | 12. Francisco Galcerán de Castro y Pinós, VII visconte di Ebol | 24. Pedro Galcerán de Castro y Pinós y Tramaced, signore di Guimerá              |                                                                             |  |  |       |  |  |                                                  |  |  |                             |  |
|                                                       | 12. Francisco Galcerán de Castro y Pinós, VII visconte di Ebol | 24. Pedro Galcerán de Castro y Pinós y Tramaced, signore di Guimerá              |                                                                             |  |  |       |  |  |                                                  |  |  |                             |  |
|                                                       | 12. Francisco Galcerán de Castro y Pinós, VII visconte di Ebol | 25. Branca de Só, VI viscontessa di Ebol                                         |                                                                             |  |  |       |  |  |                                                  |  |  |                             |  |
| 6. Francisco de Castro y Pinós, VIII visconte di Ebol | 12. Francisco Galcerán de Castro y Pinós, VII visconte di Ebol |                                                                                  |                                                                             |  |  |       |  |  |                                                  |  |  |                             |  |
|                                                       |                                                                | 13. Aldonza Roig y Ivorra                                                        | 26. Pedro Roig y Alemany                                                    |  |  |       |  |  |                                                  |  |  |                             |  |
|                                                       |                                                                | 13. Aldonza Roig y Ivorra                                                        | 26. Pedro Roig y Alemany                                                    |  |  |       |  |  |                                                  |  |  |                             |  |
|                                                       |                                                                | 13. Aldonza Roig y Ivorra                                                        | 27. Aldonza de Ivorra                                                       |  |  |       |  |  |                                                  |  |  |                             |  |
| 3. Francisca de Castro y Pinós                        |                                                                | 13. Aldonza Roig y Ivorra                                                        |                                                                             |  |  |       |  |  |                                                  |  |  |                             |  |
|                                                       |                                                                | 14. Ivany de Castro Pinós y Só                                                   | 28. Pedro Galcerán de Castro y Pinós y Tramaced, signore di Guimerá (= 24.) |  |  |       |  |  |                                                  |  |  |                             |  |
|                                                       |                                                                | 14. Ivany de Castro Pinós y Só                                                   | 28. Pedro Galcerán de Castro y Pinós y Tramaced, signore di Guimerá (= 24.) |  |  |       |  |  |                                                  |  |  |                             |  |
|                                                       |                                                                | 14. Ivany de Castro Pinós y Só                                                   | 29. Branca de Só, VI viscontessa di Ebol (= 25.)                            |  |  |       |  |  |                                                  |  |  |                             |  |
| 7. Leonor de Castro y Só                              |                                                                | 14. Ivany de Castro Pinós y Só                                                   |                                                                             |  |  |       |  |  |                                                  |  |  |                             |  |
|                                                       |                                                                | 15. Beatriú de Solr, signora di Salt                                             | …                                                                           |  |  |       |  |  |                                                  |  |  |                             |  |
|                                                       |                                                                | 15. Beatriú de Solr, signora di Salt                                             | …                                                                           |  |  |       |  |  |                                                  |  |  |                             |  |
|                                                       |                                                                | 15. Beatriú de Solr, signora di Salt                                             | …                                                                           |  |  |       |  |  |                                                  |  |  |                             |  |
|                                                       |                                                                | 15. Beatriú de Solr, signora di Salt                                             |                                                                             |  |  |       |  |  |                                                  |  |  |                             |  |